# سوکهیتو، شاهزاده کان-این
سوکهیتو، شاهزاده کان-این (انگلیسی: Sukehito, Prince Kan'in; ۱ آوریل ۱۷۳۳ – ۱ اوت ۱۷۹۴) در دوره شوگون‌سالاری توکوگاوا پدر امپراتور کوکاکو بود.